# Моя краля
«Моя краля» (фр. Ma loute) — французький комедійний фільм, знятий Брюно Дюмоном. Світова прем'єра стрічки відбулась 13 травня 2016 року на Каннському кінофестивалі, а в Україні — 7 липня 2016 року. Фільм розповідає про інспектора Альфреда Машена та його помічника Мальфуа, які розслідують зникнення відпочива́льників на пляжах Атлантичного узбережжя.

## У ролях

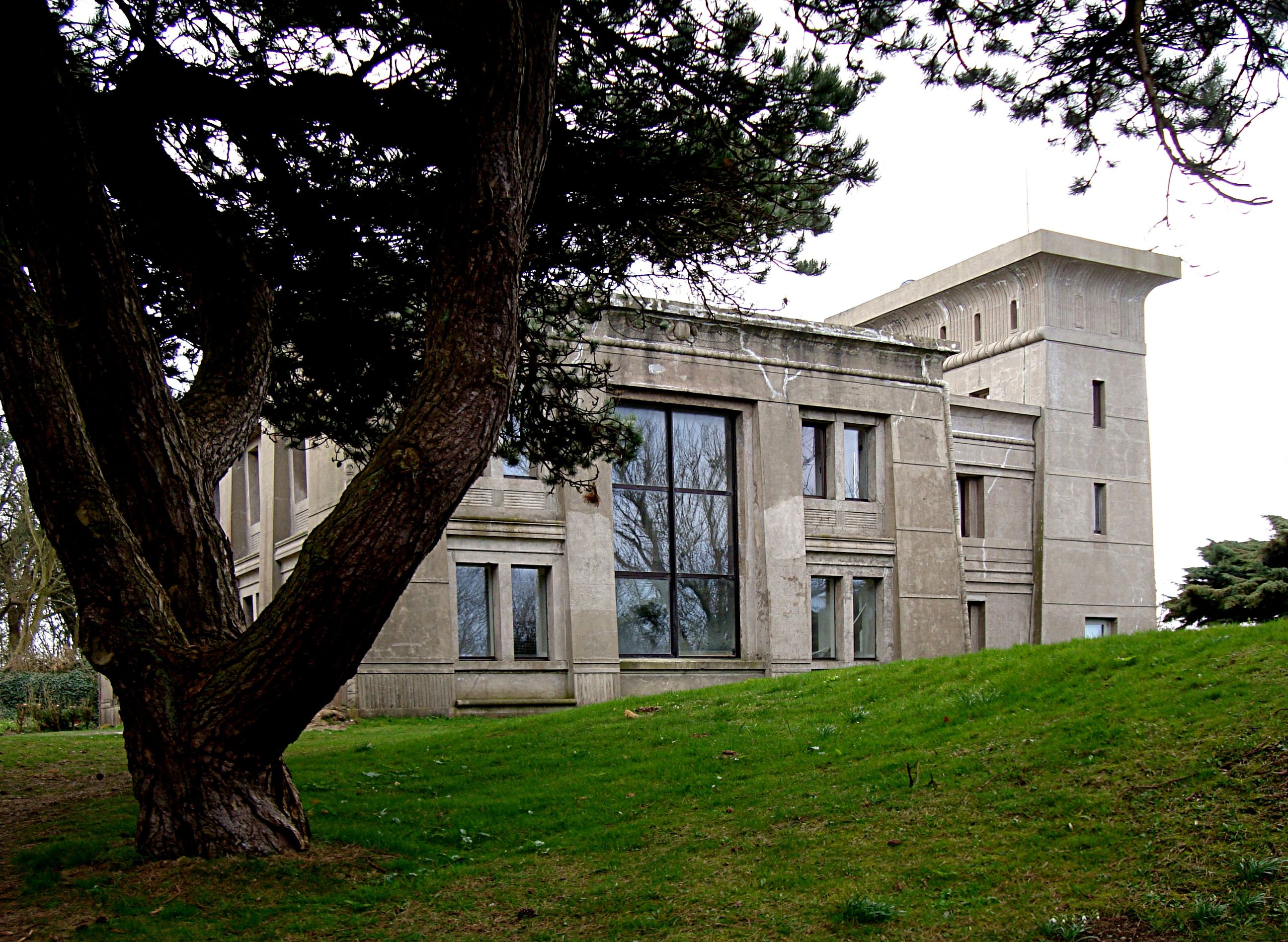
Вілла Петегемів (у фільмі)

- Фабріс Лукіні — Андре ван Петегем
- Жульєт Бінош — Од ван Петегем, сестра Андре
- Валерія Бруні-Тедескі — Ізабель ван Петегем, кузина Андре та його дружина
- Жан-Люк Венсан[fr] — Крістіан ван Петегем, кузен Андре та брат дружини
- Раф[fr] — Біллі ван Петегем, дитина Од

## Нагороди та номінації
| Список нагород та номінацій | Список нагород та номінацій | Список нагород та номінацій    | Список нагород та номінацій | Список нагород та номінацій | Список нагород та номінацій |
| Кінопремія                  | Дата церемонії              | Категорія                      | Номінант(и)                 | Результат                   | Дж                          |
| --------------------------- | --------------------------- | ------------------------------ | --------------------------- | --------------------------- | --------------------------- |
| Каннський кінофестиваль     | 22 травня 2016              | «Золота пальмова гілка»        | «Моя краля»                 | Номінація                   |                             |
| Премія «Люм'єр»             | 30 січня 2017               | Найкраща молода акторка        | Раф                         | Номінація                   | [ 2 ]                       |
| Премія «Сезар»              | 24 січня 2017               | Найкращий фільм                | «Моя краля»                 | Номінація                   | [ 3 ]                       |
| Премія «Сезар»              | 24 січня 2017               | Найкраща режисерська робота    | Брюно Дюмон                 | Номінація                   | [ 3 ]                       |
| Премія «Сезар»              | 24 січня 2017               | Найкращий актор                | Фабріс Лукіні               | Номінація                   | [ 3 ]                       |
| Премія «Сезар»              | 24 січня 2017               | Найкраща акторка другого плану | Валерія Бруні-Тедескі       | Номінація                   | [ 3 ]                       |
| Премія «Сезар»              | 24 січня 2017               | Найперспективніша акторка      | Раф                         | Номінація                   | [ 3 ]                       |
| Премія «Сезар»              | 24 січня 2017               | Найкращий сценарій             | Брюно Дюмон                 | Номінація                   | [ 3 ]                       |
| Премія «Сезар»              | 24 січня 2017               | Найкраща операторська робота   | Гійом Дефонтен              | Номінація                   | [ 3 ]                       |
| Премія «Сезар»              | 24 січня 2017               | Найкращі декорації             | Рітон Дюпір-Клеман          | Номінація                   | [ 3 ]                       |
| Премія «Сезар»              | 24 січня 2017               | Найкращий дизайн костюмів      | Александра Шарль            | Номінація                   | [ 3 ]                       |